# Гідромагнітна аналогія
Гідромагнітна аналогія (МАГА) основана на тому, що скалярний потенціал магнітного поля φм задовольняє при постійному значенні магнітної проникності рівнянню Лапласа.
При виконанні однакових граничних умов магнітному потенціалу буде відповідати гідродинамічний потенціал, а проекціям швидкості в потоці будуть відповідати проекції вектора напруженості магнітного поля.
Ця аналогія через складності вимірювань параметрів магнітного поля поки що не отримала широкого розповсюдження.